# Associação de Amizade Galiza-Portugal
A Associação de Amizade Galiza-Portugal - AAG-P é uma associação cultural sem fins lucrativos que defende a unidade linguística da língua portuguesa na Galiza.
A AAG-P, a Associação Galega da Língua (AGAL) e o Movimento Defesa da Língua (MDL) são as três entidades nacionais galegas que defendem o carácter lusófono da Galiza e a não segregação da língua nesta comunidade europeia.